# 沙利耶
沙利耶（法語：Chaliers，法語發音：[ʃalje]）是法国康塔尔省的一个市镇，属于圣弗卢尔区。

## 地理
沙利耶（44°57'24"N, 3°13'40"E）面积18.37 平方千米，位于法国奥弗涅-罗讷-阿尔卑斯大区康塔爾省，该省份为法国中南部省份，位于法國中央高原中心，北起科雷兹省、上盧瓦爾省和多姆山省，西接洛特省和科雷兹省，南至阿韦龙省和洛特省，东临上盧瓦爾省和洛泽尔省。
与沙利耶接壤的市镇（或旧市镇、城区）包括：克拉维耶尔、洛尔西耶尔、吕讷昂马尔热里德、绍亚克、瓦勒达尔科米。

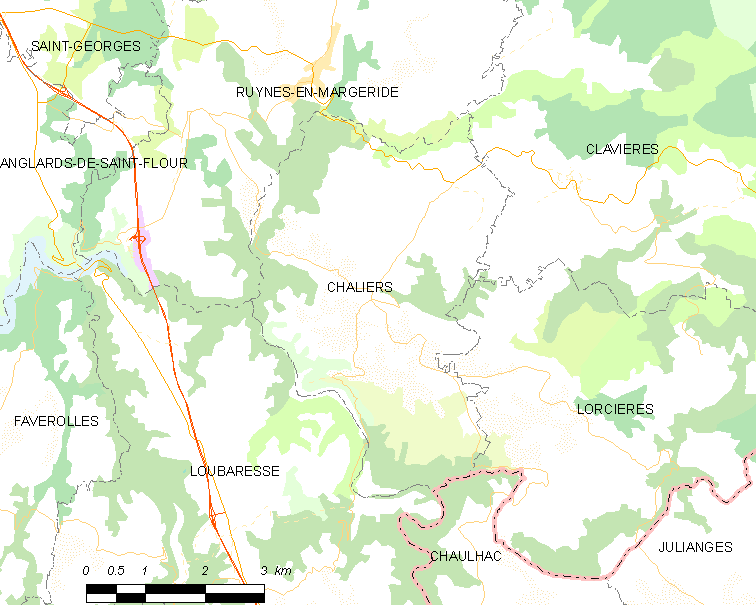
沙利耶的OSM定位图

沙利耶的时区为UTC+01:00、UTC+02:00（夏令时）。

## 行政
沙利耶的邮政编码为15320，INSEE市镇编码为15034。

## 政治
沙利耶所属的省级选区为特吕耶尔河畔讷韦格利斯县。

## 人口

1962-2008年间沙利耶人口变化图示

沙利耶于2022年1月1日时的人口数量为139人。